# Diocesi di Conversano-Monopoli
La diocesi di Conversano-Monopoli (in latino Dioecesis Conversanensis-Monopolitana) è una sede della Chiesa cattolica in Italia suffraganea dell'arcidiocesi di Bari-Bitonto appartenente alla regione ecclesiastica Puglia. Nel 2023 contava 246.530 battezzati su 248.754 abitanti. È retta dal vescovo Giuseppe Favale.

## Territorio
La diocesi comprende 11 comuni pugliesi, di cui 9 nella città metropolitana di Bari (Alberobello, Castellana Grotte, Conversano, Monopoli, Noci, Polignano a Mare, Putignano, Rutigliano e Turi) e 2 in provincia di Brindisi (Cisternino e Fasano).
Sede vescovile è la città di Conversano, dove si trova la basilica cattedrale dell'Assunzione di Maria Vergine. A Monopoli sorge la basilica concattedrale di Maria Santissima della Madia. A Polignano a Mare si trova l'ex cattedrale dell'Assunta, mentre ad Alberobello la basilica minore dei Santi Medici e Martiri Cosma e Damiano, patroni di Alberobello.
Il territorio si estende su 1.099 km² ed è suddiviso in 56 parrocchie, raggruppate in 12 zone pastorali.

## Storia

### Diocesi di Conversano

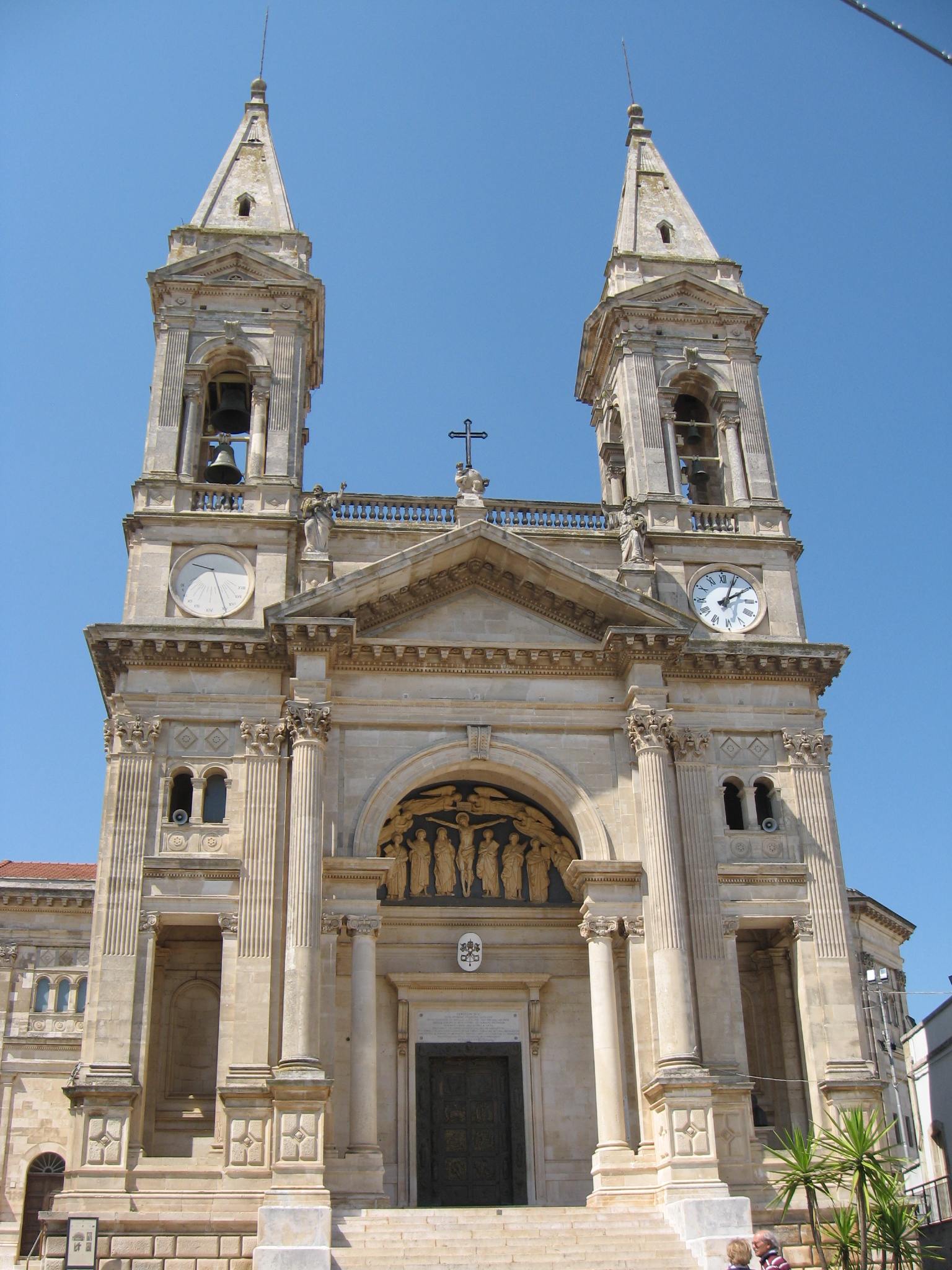
La basilica minore dei Santi Medici Cosma e Damiano ad Alberobello.

Secondo la tradizione petrina, comune a molte diocesi della Puglia e in genere dell'Italia meridionale, il cristianesimo fu diffuso a Conversano dallo stesso apostolo san Pietro. Alcuni autori hanno attribuito un'origine antica a questa sede pugliese, ed hanno inserito nella cronotassi episcopale una serie di vescovi spuri, la cui storicità è stata ormai da tempo messa in dubbio. Come è accaduto per numerose altre comunità ecclesiali paleocristiane ed altomedievali dell'Italia meridionale, la paternità apostolica nella fondazione delle Chiese locali è stata di frequente introdotta fittiziamente al fine di procurarsi una patente di antichità ed un surplus di sacralità funzionali all'accrescimento del prestigio della propria sede vescovile. «I dittici conversanesi inanellano così, sia pure con intermittenza, vescovi apocrifi che risalgono al V secolo…, proseguono con Gerico e Simparide nell'VIII secolo, sfumano negli anonimi dell'XI attinti da bolle e narrazioni apocrife».
La diocesi conversanese è nata probabilmente soltanto nell'XI secolo dopo la conquista normanna della regione, all'epoca di Goffredo di Conversano, fautore della latinizzazione, e che favorì con donazioni e privilegi diversi monasteri sorti nel territorio. Il primo vescovo documentato è Leone, la cui firma appare in molti diplomi della fine del secolo, tra il 1081 e il 1096. La sede diocesana fu sin dalle origini suffraganea dell'arcidiocesi di Bari.
In ambito giurisdizionale e della cura d'anime, significative furono le annose controversie che contrapposero per secoli i vescovi conversanesi agli arcipreti mitrati dell'antica nullius dioecesis della vicina Rutigliano, la quale fu per secoli un'isola ecclesiastica autonoma rispetto alle circoscrizioni episcopali contigue.
La Chiesa rutiglianese infatti, sin dall'epoca della sua fondazione - avvenuta nella prima metà dell'XI secolo -, fu dichiarata libera da ogni sorta di giurisdizione vescovile ed arcivescovile, per concessione pontificia ricevuta da papa Niccolò II, attraverso una bolla inviata dal 1059, in seguito confermata dallo stesso vescovo di Conversano Sassone nel 1118. Per oltre sei secoli, gli arcipreti della Collegiata di Santa Maria della Colonna di Rutigliano furono nominati direttamente dalla Santa Sede ed esercitarono giurisdizione "quasi episcopale" sul clero e la popolazione locale, con la facoltà di possedere proprie insegne prelatizie, di indossare mozzetta, mitra, pastorale e fregiarsi dell'uso della cappa magna durante la celebrazione delle messe pontificali. Sino al 1662, la Chiesa di Rutigliano e i suoi alti prelati godettero pienamente del privilegio di nullius dioecesis e, successivamente, seppur con discontinuità, continuarono ad esercitarlo de facto fino al 1811 quando, con decreto regio, l'arcipretura curata fu declassata a prelatura di prima classe, pur preservando il riconoscimento dello speciale protettorato della Corona da parte della casa regnante. Alla chiesa arcipretale di Rutigliano, per la quale il primicerio Giannangelo Settanni aveva richiesto nel 1831 l'erezione a concattedrale diocesana al fine di dirimere le dispute inveterate, fu riconosciuto lo status di Reale insigne collegiata.
Fin dalla sua fondazione, la chiesa conversanese dovette fronteggiare diverse dispute relativamente all'esercizio della propria giurisdizionale sul territorio.
- Il conte Goffredo aveva elargito benefici e privilegi al monastero benedettino di Conversano, tra cui il controllo e la giurisdizione "quasi episcopale" sul territorio di Castellana. Papa Pasquale II confermò questi privilegi, sottomettendo il monastero alla diretta protezione della Santa Sede.[4] Quando nel 1266 ai cistercensi subentrarono le benedettine, le abbadesse (chiamate "badesse mitrate") difesero strenuamente questi privilegi, provocando una serie di conflitti con il vescovo, fino agli inizi dell'Ottocento quando i privilegi furono abrogati.
- La diocesi conversanese entrò ancora ripetutamente in conflitto col monastero benedettino di Santo Stefano, a sud di Monopoli, che, per donazione del conte Goffredo, aveva il controllo e la giurisdizione sui feudi di Putignano e di Fasano, che dal 1317 furono dati in amministrazione ai balì dell'ordine ospedaliero dei Cavalieri di Malta. Il vescovo di Conversano riottenne la giurisdizione sulla terra di Putignano soltanto nel 1743 per disposizione di papa Benedetto XIV.[5]
- Una terza situazione di conflittualità riguardò i rapporti tra i vescovi di Conversano e gli arcipreti mitrati di Rutigliano, i quali, in forza di una bolla del vescovo Sassone del 1118, contenuta in una bolla perduta di papa Sisto IV del 1473,[2] rivendicavano la giurisdizione nullius, ossia esente dal controllo dei vescovi conversanesi, sulla città e il territorio di Rutigliano; questo privilegio fu parzialmente ridotto nella seconda metà del Seicento e soppresso in via definitiva agli inizi dell'Ottocento.

Nella seconda metà del Cinquecento il vescovo Francesco Maria Sforza (1679-1605) si impegnò per l'attuazione delle riforme stabilite al concilio di Trento, ricostruì il palazzo episcopale, attuò una politica per la razionalizzazione delle risorse diocesane, accolse in diocesi i cappuccini e favorì la fondazione di nuove confraternite.
Il Seicento fu caratterizzato dalla figura del vescovo Giuseppe Palermo (1658-1670), che consacrò la cattedrale e fu fautore della costruzione di nuove chiese cittadine; nel 1660 celebrò un sinodo diocesano; si impegnò con ardore per rivendicare i diritti della mensa episcopale sul monastero cittadino di San Benedetto, favorito dalla bolla Inscrutabili, con cui papa Gregorio XV nel 1622 aveva soppresso tutte le nullius dioecesis. Ma la caparbietà con cui le "badesse mitrate" difesero i loro diritti, portò al trasferimento del presule nella minuscola arcidiocesi di Santa Severina.
All'inizio del Settecento, il vescovo Filippo Meda (1702-1733), milanese nativo di Canzo e autore di diverse opere di carattere teologico e ascetico, fondò 16 aprile 1703 il seminario diocesano e restauro in forme barocche gli interni della cattedrale. Il seminario trovò una nuova sede nell'Ottocento con il vescovo Gennaro Carelli (1797-1818), e un nuovo impulso, con metodi nuovi di insegnamento, con il vescovo Giuseppe Maria Mucedola (1848-1865). Con Casimiro Gennari (1881-1891), il seminario fu trasferito nuovamente all'interno del palazzo vescovile.
Nel 1911 un incendio distrusse completamente gli interni della cattedrale; a parte pochi arredi salvati dalle fiamme, fu possibile recuperare solo la facciata e la parte absidale; la ricostruzione, promossa dai vescovi Antonio Lamberti e Domenico Lancellotti, fu completata nel 1926, quando la cattedrale venne riaperta al culto.
«L'episcopato più lungo del XX secolo è quello di Gregorio Falconieri (1935-1964): a lui si deve l'erezione canonica di undici parrocchie durante il periodo bellico; presule di rigido stampo tradizionalista, non esitò a far pesare la sua forte autorità in favore del partito democristiano nelle elezioni politiche del 1948 e 1956. Le sue precarie condizioni di salute gli consentirono appena l'iniziale partecipazione al concilio Vaticano II.»
Al momento della plena unione con Monopoli, la diocesi si estendeva sui centri di Conversano, Alberobello, Castellana Grotte, Noci, Putignano, Rutigliano e Turi.

### Diocesi di Monopoli

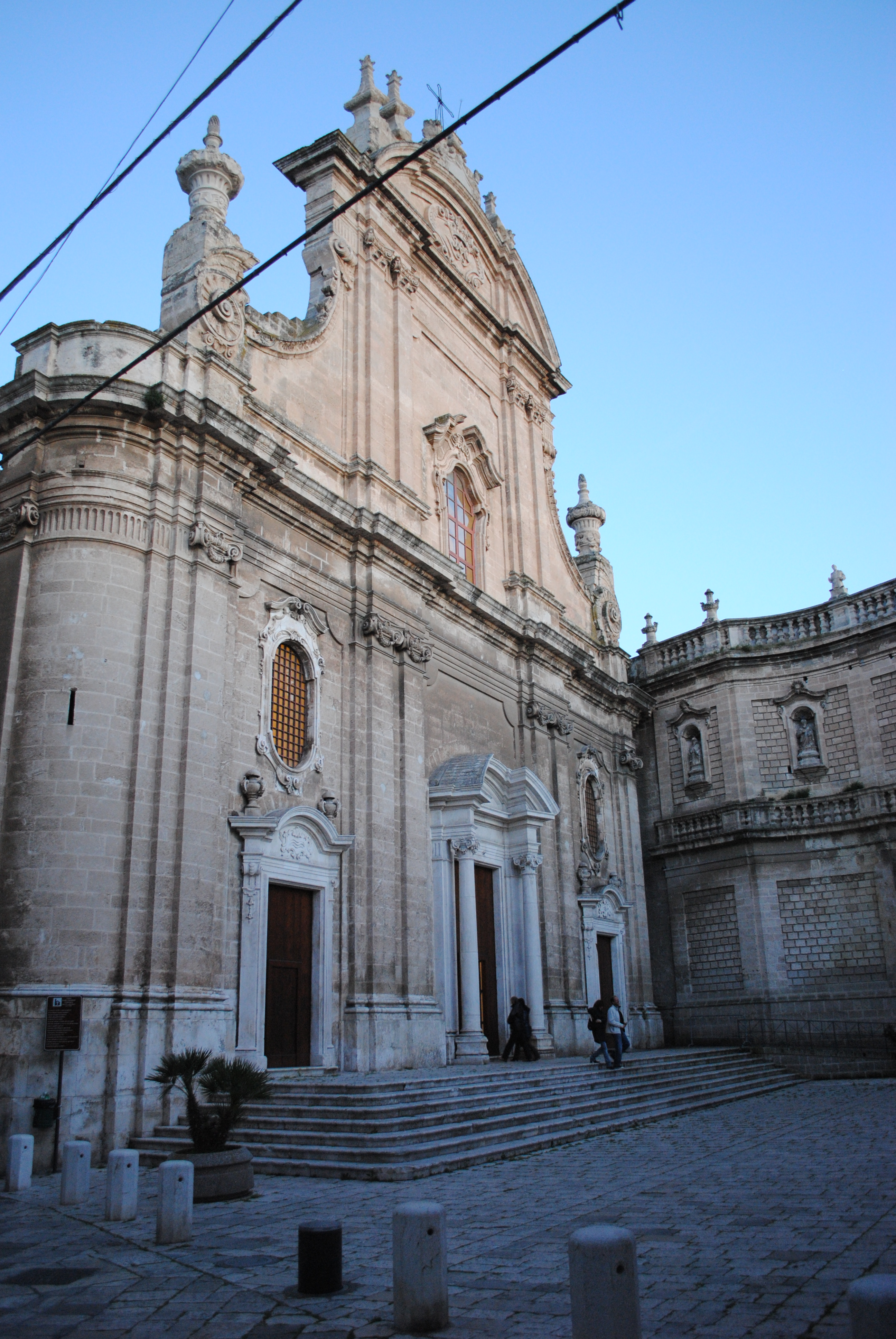
La basilica concattedrale della Madonna della Madia di Monopoli.

Secondo la tradizione storiografia locale, la sede vescovile di Monopoli deriverebbe da quella di Egnazia, sede pugliese documentata agli inizi del VI secolo con il vescovo Rufenzio, che prese parte ai concili romani indetti da papa Simmaco. Questi è anche l'unico vescovo noto di Egnazia, la cui sede scomparve alla fine del VI o gli inizi del VII secolo, in concomitanza con la decadenza della città. Non è tuttavia documentato storicamente nessun trasferimento di sede da Egnazia a Monopoli, le cui prime attestazioni episcopali risalgono solo all'XI secolo.
Nella seconda metà del X secolo la città di Monopoli appare tra i possedimenti dei vescovi brindisini, che dall'VIII secolo avevano la loro sede a Oria. Infatti, dopo la morte cruenta del vescovo Andrea nel 979, sembra che i vescovi di Brindisi abbiano trasferito momentaneamente la loro sede a Monopoli, come si evincerebbe da un diploma del 996 di Gregorio, successore di Andrea, che nell'atto si firma come episcopus Ecclesie Brundisine et Monopolitane seu Stunense civitatis, ossia "vescovo di Brindisi e Monopoli o della città di Ostuni".
Agli inizi dell'XI secolo, la sede brindisina fu elevata al rango di arcidiocesi metropolitana, ed inizialmente le furono assegnate due diocesi suffraganee di nuova istituzione, Monopoli e Ostuni. Il primo vescovo documentato di Monopoli è Leone, che nel 1033 è confermato come vescovo suffraganeo di Giovanni di Brindisi; il nome di Leone appare anche in un diploma del 1037, redatto nel sesto anno del suo presulato.
Con il vescovo Romualdo, la sede monopolitana ottenne di essere esentata dalla suffraganeità brindisina, e con due bolle di papa Urbano II del 1091 divenne immediatamente soggetta alla Santa Sede, status confermato da Pasquale II nel 1110 e da Callisto II nel 1123. «Fondamentale nella storia della città è la figura del vescovo Romualdo; fu lui a farsi committente dell'originaria cattedrale romanica, e a divenire il mentore del culto mariano: si sviluppò infatti, avvolto da suggestivi contorni letterari, il culto della Madonna della Madia la cui icona viene fatta approdare sulle coste il 16 dicembre 1117, evento di cui ancor oggi si celebra la festa.» Sempre all'epoca di Romualdo, il monastero benedettino di Santo Stefano, a sud di Monopoli, fu dotato di privilegi e reso esente dalla giurisdizione vescovile; lo stesso Romualdo concesse agli abati, cui successero nel 1317 i balì dell'ordine ospedaliero dei Cavalieri di Malta, la giurisdizione spirituale sulla città e il territorio di Fasano, che ritornerà sotto la piena giurisdizione dei vescovi monopolitani solo nel 1811.
In epoca tridentina si distinsero in particolare Fabio Pignatelli (1561- 1568), che prese parte al concilio di Trento e si adoperò per la riforma del clero diocesano; Giacomo Macedonio (1608-1624) e Francesco Surgente (1640-1651), che tentarono inutilmente di recuperare la giurisdizione vescovile su Fasano; e Giuseppe Cavalieri (1664-1696), che nel 1668 istituì il seminario diocesano. Nel XVIII secolo il vescovo Francesco Iorio (1738-1754) vide la demolizione della vecchia cattedrale e iniziò l'edificazione della nuova, che fu consacrata dal vescovo Giuseppe Cacace nel 1773.

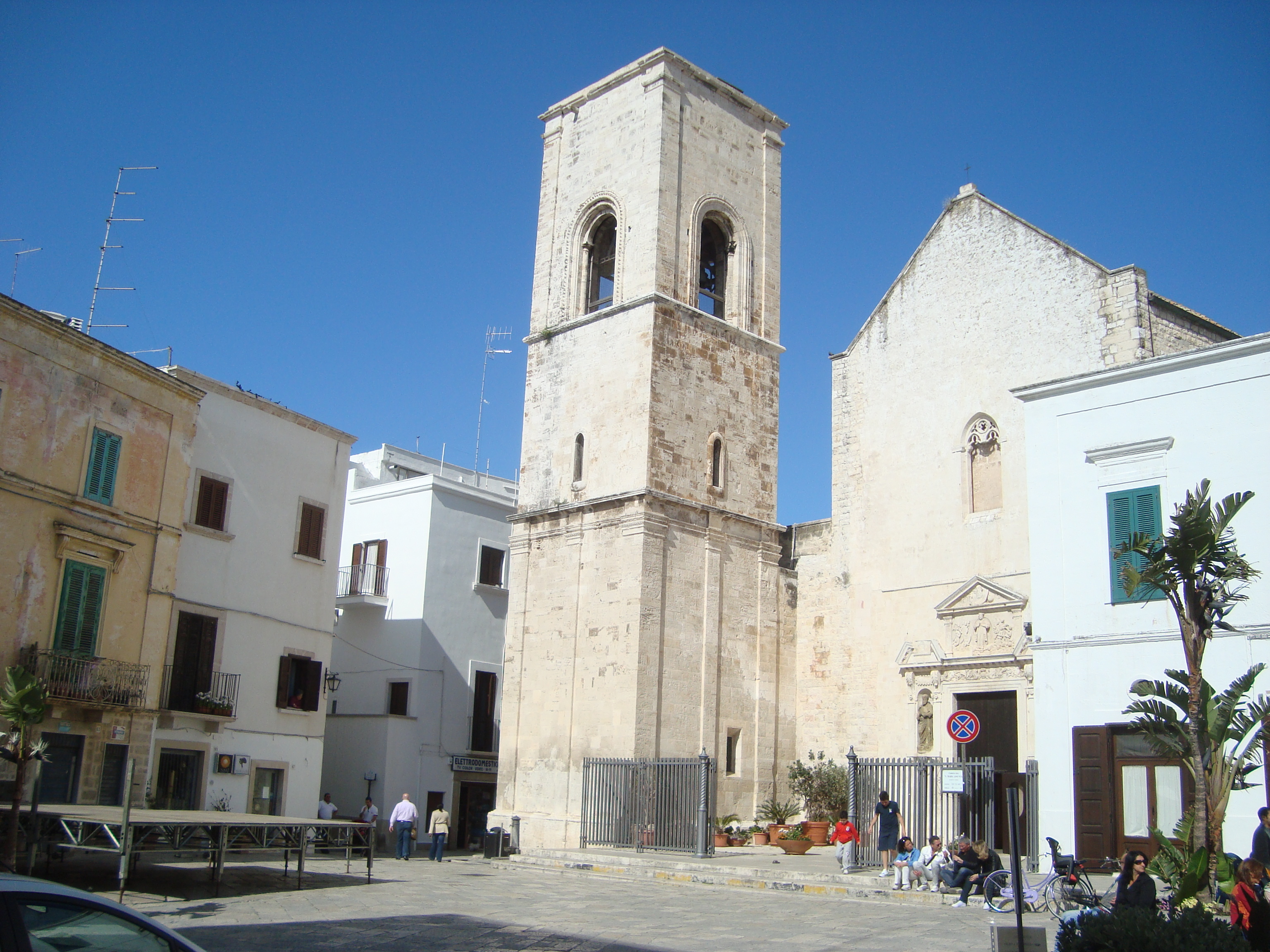
L'ex cattedrale dell'Assunta di Polignano a Mare.

Il 27 giugno 1818, in concomitanza con la riorganizzazione delle diocesi del Regno di Napoli, in forza della bolla De utiliori di papa Pio VII, a Monopoli fu aggiunto il territorio della soppressa diocesi di Polignano. La stessa bolla confermò la dipendenza della diocesi direttamente dalla Santa Sede, privilegio che conservò fino al 20 ottobre 1980 quando, con la bolla Qui Beatissimo Petro di papa Giovanni Paolo II, Monopoli perse la sua autonomia e divenne suffraganea dell'arcidiocesi di Bari.
Al momento della plena unione con Conversano, la diocesi si estendeva sui centri di Monopoli, Cisternino, Fasano e Polignano a Mare.

### Diocesi di Conversano-Monopoli
Il 21 gennaio 1970 Antonio D'Erchia, già vescovo di Monopoli, fu nominato anche vescovo di Conversano, unendo così in persona episcopi le due sedi. Abitualmente il vescovo risiedeva a Monopoli.
Il 30 settembre 1986 con il decreto Instantibus votis della Congregazione per i vescovi, nel quadro più ampio della revisione delle circoscrizioni ecclesiastiche in Italia, le due sedi di Conversano e di Monopoli furono unite con la formula plena unione e la nuova circoscrizione ecclesiastica ha assunto il nome attuale. Contestualmente il vescovo ha trasferito la sua residenza nella città di Conversano.
Nei primi anni Duemila, la diocesi si è dotata di diverse istituzioni culturali e religiose, tra cui il Museo diocesano di Monopoli (29 giugno 2002), il Museo didattico di Arte e Storia sacra di Rutigliano (10 marzo 2016), e la Pinacoteca diocesana di Conversano (17 marzo 2016).

## Cronotassi dei vescovi
Si omettono i periodi di sede vacante non superiori ai 2 anni o non storicamente accertati.

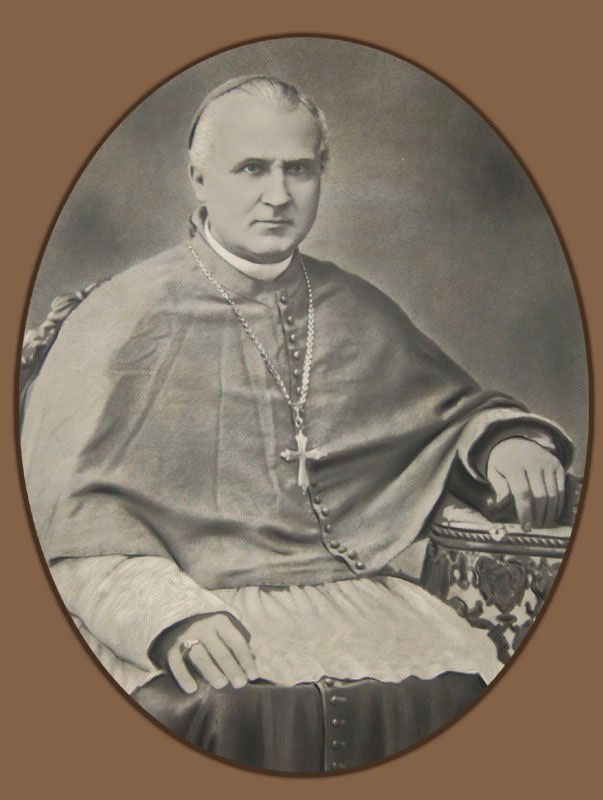
Francesco Pedicini, vescovo di Monopoli (1855 - 1858).

Casimiro Gennari, vescovo di Conversano (1881 - 1897), elevato in seguito alla porpora cardinalizia.

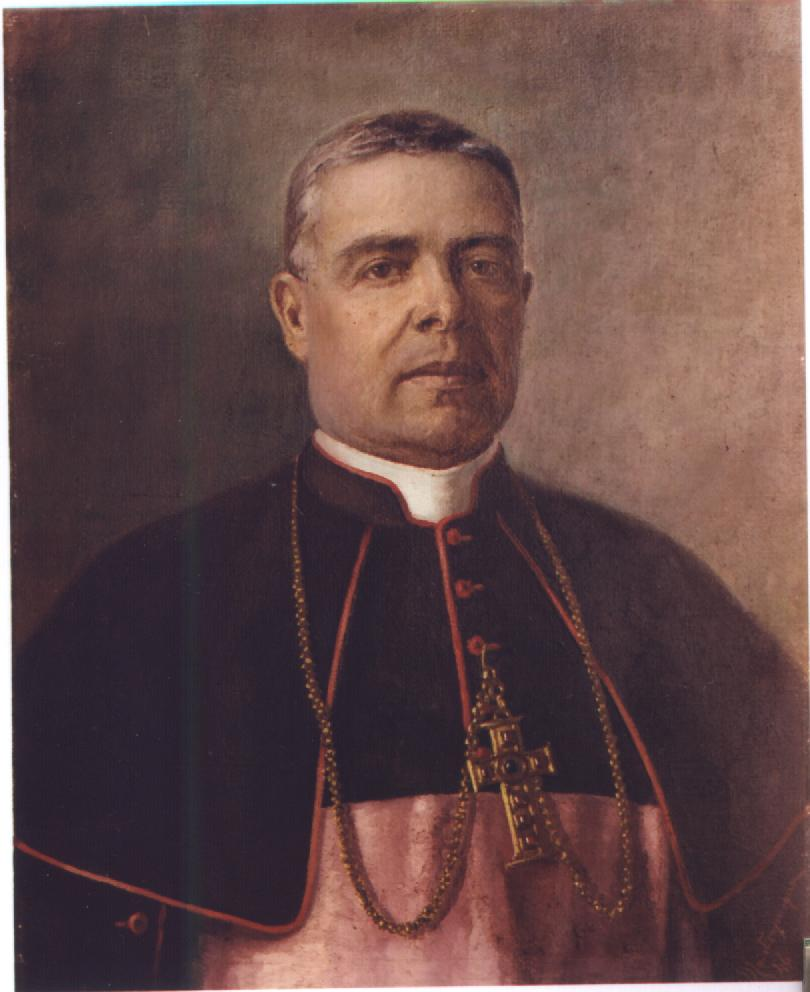
Nicola Monterisi, vescovo di Monopoli (1913 - 1919).

### Vescovi di Conversano
- Simplicio ? † (prima del 487 - dopo il 492)
- Ilario ? † (menzionato nel 501)
- Gerico ? † (menzionato nel 733)
- Simparide ? † (menzionato nel 754)[13]
- Leone I † (prima del 1081 - dopo il 1096)[14]
- Sassone † (menzionato nel 1118)[15]
- Ruggero † (menzionato nel 1145)
- Leone II † (menzionato nel 1153)
- Cafisio † (prima di marzo 1179 - dopo gennaio 1180)[16]
- Guglielmo I † (prima di settembre 1188 - dopo aprile 1202)[16]
- Anonimo † (menzionato nel 1207)[16]
- Anonimo † (menzionato nel 1210)[16]
- Concilio † (prima di aprile 1212 - dopo ottobre 1231)[16]
- Anonimo † (menzionato nel 1260)[16]
- Stefano I detto il Venerabile, O.Cist. † (prima di ottobre 1267 - dopo gennaio 1274)[16]
- Giovanni de Cropis (Ramari) † (prima del 1281[16] - 1291)
- Anonimo † (menzionato nel 1307)[17]
- Guglielmo II † (prima del 1318 - dopo il 1321)
- Pietro Baccario † (prima del 1335 - 1342)
- Giovanni IV † (1343 - dopo il 1347)
- Stefano II † (7 gennaio 1351 - ? deceduto)
- Pietro d'Itri † (19 febbraio 1356 - dopo il 1379)
- Amico (o Antonio)[18] † (menzionato nel 1383)
- Pietro III † (menzionato nel 1385 circa)[19]
  - Guglielmo † (? dimesso) (antivescovo)
  - Angelo, O.F.M. † (12 luglio 1393 - 1404) (antivescovo)[20]
- Giacomo † (? - 22 dicembre 1399 nominato vescovo di Guardialfiera)
- Francesco † (? dimesso)
- Stefano Alfano † (9 marzo 1403 - 1423 deceduto)
- Antonio Domininardi † (9 settembre 1423 - 1432 deceduto)
  - Marino Orsini † (4 novembre 1432 - 1437 dimesso) (amministratore apostolico)
- Andrea Perciballi de Veroli † (27 aprile 1437 - 25 settembre 1439 nominato vescovo di Boiano)
- Donato Bottini, O.E.S.A. † (9 ottobre 1439 - 4 settembre 1448 nominato vescovo di Valva e Sulmona)
- Pietro di Migolla, O.F.M. † (4 settembre 1448 - 1464 deceduto)
- Paolo de Turculis † (30 novembre 1465 - 1482 deceduto)
- Sulpicio Acquaviva d'Aragona † (17 febbraio 1483 - 1494 deceduto)
- Vincenzo Pistacchio † (1494 - 3 novembre 1499 nominato vescovo di Bitetto)
- Donato Acquaviva d'Aragona † (3 dicembre 1499 - 1528 deceduto)
  - Antonio Sanseverino † (28 luglio 1529 - 11 febbraio 1534 dimesso) (amministratore apostolico)
- Giacomo Antonio Carrozza † (11 febbraio 1534 - 1560 deceduto)
- Giovanni Francesco Lottini † (4 settembre 1560 - gennaio 1561 dimesso)
- Romolo de Valentibus † (15 gennaio 1561 - 8 giugno 1579 deceduto)
- Francesco Maria Sforza † (26 agosto 1579 - 18 luglio 1605 deceduto)
- Pietro Capullio, O.F.M.Conv. † (31 agosto 1605 - 24 giugno 1625 deceduto)
- Vincenzo Martinelli, O.P. † (18 agosto 1625 - 20 settembre 1632 nominato vescovo di Venafro)
- Antonio Brunachio † (24 novembre 1632 - 1º gennaio 1638 deceduto)
- Agostino Ferentillo † (19 aprile 1638 - 7 settembre 1641 deceduto)
- Pietro Paolo Bonsi † (26 maggio 1642 - settembre 1656 deceduto)
- Giuseppe Palermo † (8 dicembre 1658 - 1º settembre 1670 nominato arcivescovo di Santa Severina)
- Giovanni Stefano Sanarica † (23 febbraio 1671 - 16 giugno 1679 o luglio 1680 deceduto)
- Andrea Brancaccio † (13 gennaio 1681 - 18 aprile 1701 nominato arcivescovo di Cosenza)
- Filippo Meda † (23 gennaio 1702 - 18 luglio 1733 deceduto)
- Giovanni Macario Valenti † (28 settembre 1733 - gennaio 1744 deceduto)
- Filippo Felice del Prete † (13 aprile 1744 - 22 dicembre 1751 deceduto)
- Michele di Tarsia, P.O. † (24 gennaio 1752 - 7 maggio 1772 deceduto)
- Fabio Palumbo, C.R. † (7 settembre 1772 - 18 marzo 1784 deceduto)
  - Sede vacante (1784-1792)
- Nicola Vecchi † (27 aprile 1792 - 18 dicembre 1797 nominato vescovo di Teano)
- Gennaro Carelli † (18 dicembre 1797 - 3 marzo 1818 deceduto)
- Nicola Carelli † (21 febbraio 1820 - 14 aprile 1826 deceduto)
- Giovanni De Simone † (3 luglio 1826 - 13 agosto 1847 deceduto)
- Giuseppe Maria Mucedola † (11 dicembre 1848 - 22 marzo 1865 deceduto)
  - Sede vacante (1865-1872)
- Salvatore Silvestris, C.SS.R. † (23 febbraio 1872 - 14 febbraio 1879 deceduto)
- Augusto Antonio Vicentini † (12 maggio 1879 - 13 maggio 1881 nominato arcivescovo dell'Aquila)
- Casimiro Gennari † (13 maggio 1881 - 6 febbraio 1897 dimesso[21])
- Antonio Lamberti † (19 aprile 1897 - 12 agosto 1917 deceduto)
- Domenico Lancellotti † (14 marzo 1918 - 10 giugno 1930 deceduto)
- Domenico Argnani † (30 settembre 1931 - 15 giugno 1935 nominato vescovo di Macerata e Tolentino)
- Gregorio Falconieri † (12 settembre 1935 - 24 maggio 1964 dimesso)
  - Sede vacante (1964-1970)
- Antonio D'Erchia[22] † (21 gennaio 1970 - 30 settembre 1986 nominato vescovo di Conversano-Monopoli)

### Vescovi di Monopoli
- Gregorio † (menzionato nel 996)[23]
- Leone I † (circa 1031 - dopo il 1037)[10]
- Deodato † (menzionato nel 1062)
- Smaragdo † (menzionato nel 1065)
- Pietro † (menzionato nel 1071)
- Romualdo † (circa 1076[24] - 1118)
- Nicolò I † (1118 - 1144 deceduto)[25]
- Leone II † (menzionato nel 1147)[senza fonte]
- Michele † (1147 - 1176 deceduto)[26]
- Stefano † (circa 1176 - circa 1187 deceduto)[27]
- Pagano † (prima di ottobre 1191 - dopo febbraio 1201)[28]
- Guglielmo I † (menzionato nel 1202)[28]
- Anonimo † (menzionato nel 1207)[28]
- Anonimo † (menzionato nel 1215 e nel 1216)[28]
- Matteo † (prima del 20 dicembre 1218 - dopo il 14 dicembre 1225 deceduto)[28]
- Anonimo † (menzionato come "vescovo eletto" il 14 dicembre 1226)[28]
- Giovanni I † (menzionato nel 1231)[28][29]
- Guglielmo II † (menzionato come "vescovo eletto" il 30 marzo 1238)[28]
  - Sede vacante (marzo 1239 - febbraio 1240)[28]
- Anonimo † (menzionato come "vescovo eletto" il 29 febbraio 1240)[28]
- Guglielmo III[30] † (prima di luglio 1256 - dopo novembre 1273 deceduto)[28]
  - Sede vacante (1275-1282)
- Pasquale I † (1282 - circa 1286 deceduto)
- Pietro Saraceno, O.P. † (25 febbraio 1286 - 14 febbraio 1287 nominato vescovo di Vicenza)
- Roberto † (4 giugno 1288 - 1309 deceduto)
- Nicolò Buccafingo † (12 settembre 1309 - 25 agosto 1311 deceduto)
- Francesco I † (28 giugno 1312 - 1316 deceduto)
- Pasquale Brigantino † (21 marzo 1317 - 1339 deceduto)
- Dionigi De' Roberti, O.S.A. † (17 marzo 1340 - 31 marzo 1342 deceduto)
- Marco di Leone de Arcade, O.Min. † (31 maggio 1342 - ? deceduto)
- Pietro de Oriello † (4 maggio 1362 - ? deceduto)
- Giovanni da Gallinaro, O.F.M. † (16 maggio 1373 - 2 luglio 1382 nominato vescovo di Tricarico)
  - Giovanni di Pietramala † (2 luglio 1382 - ? deposto) (antivescovo)
- Francesco Carbone, O.Cist. † (circa 1382 - 17 dicembre 1384 dimesso)
- Pietro V Caffarino † (1385 - 1391 deceduto)
- Jacopo Palladini † (11 ottobre 1391 - 24 marzo 1400 nominato arcivescovo di Taranto)
- Marco da Teramo † (24 marzo 1400 - 15 dicembre 1404 nominato vescovo di Bertinoro)
- Ursillo d'Afflitto † (15 dicembre 1404 - 12 agosto 1405 deceduto)
- Oddo (o Oddone) Mormile † (9 settembre 1405 - 1413 deceduto)
- Giosuè Mormile † (9 marzo 1413 - 18 dicembre 1430 nominato vescovo di Sant'Agata de' Goti)
- Pietro Orso, O.P. † (18 dicembre 1430 - 15 aprile 1437 nominato arcivescovo di Brindisi e Oria)
- Antonio del Piede † (15 aprile 1437 - ? deceduto)
- Alessandro Manfredi † (14 maggio 1456 - 1484 deceduto)
- Urbano de Caragnano † (5 novembre 1484 - 1508 deceduto)
- Michele Claudio † (7 febbraio 1508 - ?)
- Teodoro de Piis, O.F.M. † (9 aprile 1513 - 1546 deceduto)[31]
- Ottaviano Preconio, O.F.M.Conv. † (16 aprile 1546 - 13 giugno 1561 nominato vescovo di Ariano)
- Fabio Pignatelli † (10 ottobre 1561 - 15 agosto 1568 deceduto)
  - Sede vacante (1568-1572)
- Alfonso Álvarez Guerrero † (2 giugno 1572 - 1577 deceduto)
- Alfonso Porzio † (19 luglio 1577 - 1598 deceduto)
- Juan López, O.P. † (15 novembre 1598 - 1608 dimesso)
- Giovanni Giacomo Macedonio † (17 marzo 1608 - 12 settembre 1624 deceduto)
  - Sede vacante (1624-1627)
- Giulio Masi † (19 luglio 1627 - 1637 deceduto)
  - Sede vacante (1637-1640)
- Francesco Sorgente, C.R. † (9 gennaio 1640 - 13 ottobre 1651 deceduto)
  - Sede vacante (1651-1654)
- Benito Sánchez de Herrera † (12 gennaio 1654 - 24 marzo 1664 nominato vescovo di Pozzuoli)
- Giuseppe Cavalieri † (9 giugno 1664 - 14 agosto 1696 deceduto)
- Carlo Tilly † (3 giugno 1697 - 1697 o 1698 deceduto)
- Gaetano de Andrea, C.R. † (15 settembre 1698 - gennaio 1702 deceduto)
- Alfonso Francesco Dominguez, O.E.S.A. † (7 aprile 1704 - febbraio 1706 deceduto)
- Nicolò Centomani † (11 aprile 1707 - gennaio 1722 deceduto)
- Giulio Sacchi † (14 febbraio 1724 - 31 luglio 1738 deceduto)
- Francesco Iorio † (24 novembre 1738 - 15 agosto 1754 deceduto)
- Ciro de Alteriis † (16 dicembre 1754 - 6 aprile 1761 nominato vescovo di Acerra)
- Giuseppe Cacace † (25 maggio 1761 - 18 novembre 1778 deceduto)
- Domenico Russo † (20 marzo 1780 - 13 novembre 1782 deceduto)
  - Sede vacante (1782-1785)
- Raimondo Fusco, O.F.M.Conv. † (14 febbraio 1785 - 26 febbraio 1804 deceduto)
- Lorenzo Villani † (26 giugno 1805 - 10 marzo 1823 deceduto)
- Michele Palmieri † (3 maggio 1824 - 24 novembre 1842 deceduto)
- Luigi Giamporcaro † (17 giugno 1844 - 2 gennaio 1854 deceduto)
- Francesco Pedicini † (23 marzo 1855 - 27 settembre 1858 nominato arcivescovo di Bari e Canosa)
- Luigi Riccio † (20 giugno 1859 - 23 marzo 1860 nominato vescovo di Caiazzo)
- Federico Tolinieri † (23 marzo 1860 - 2 giugno 1869 deceduto)
- Antonio Dalena † (22 dicembre 1871 - 18 gennaio 1883 deceduto)
- Carlo Caputo † (15 marzo 1883 - 7 giugno 1886 nominato vescovo di Aversa)
- Francesco d'Albore † (7 giugno 1886 - 4 settembre 1901 dimesso[32])
- Francesco Di Costanzo † (4 marzo 1902 - 19 dicembre 1912 dimesso[33])
- Nicola Monterisi † (22 agosto 1913 - 15 dicembre 1919 nominato arcivescovo di Chieti)
- Agostino Migliore † (14 febbraio 1920 - 2 dicembre 1925 deceduto)
- Antonio Melomo † (7 febbraio 1927 - 28 agosto 1940 nominato arcivescovo di Conza-Sant'Angelo dei Lombardi-Bisaccia)
- Gustavo Bianchi † (28 marzo 1941 - 12 agosto 1951 deceduto)
- Carlo Ferrari † (17 aprile 1952 - 19 ottobre 1967 nominato vescovo di Mantova)
- Antonio D'Erchia † (29 giugno 1969 - 30 settembre 1986 nominato vescovo di Conversano-Monopoli)

### Vescovi di Conversano-Monopoli

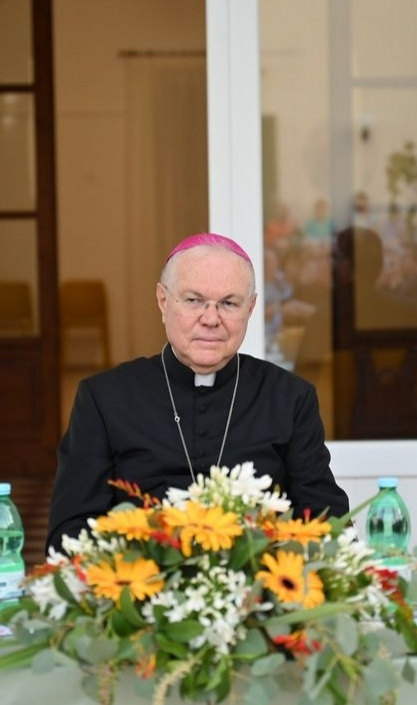
Giuseppe Favale, vescovo di Conversano-Monopoli dal 5 febbraio 2016.

- Antonio D'Erchia † (30 settembre 1986 - 11 febbraio 1987 ritirato)
- Domenico Padovano † (13 febbraio 1987 - 5 febbraio 2016 ritirato)
- Giuseppe Favale, dal 5 febbraio 2016

## Istituzioni culturali diocesane
- Museo Diocesano, ex seminario vescovile, Monopoli
- Museo Capitolare di Rutigliano (Mu.Di.A.S.), Palazzo Settanni
- Pinacoteca Diocesana, chiesa di Santa Chiara, Conversano
- Archivio Diocesano di Conversano, ex convento dei Paolotti
- Archivio Diocesano di Monopoli, ex seminario vescovile
- Archivio-Biblioteca Capitolare di Rutigliano, ex chiesa del Purgatorio Vecchio (o di San Gregorio Magno)

## Statistiche
La diocesi nel 2023 su una popolazione di 248.754 persone contava 246.530 battezzati, corrispondenti al 99,1% del totale.
| anno                           | popolazione | popolazione | popolazione | presbiteri | presbiteri | presbiteri | presbiteri                | diaconi | religiosi | religiosi | parrocchie |
| anno                           | battezzati  | totale      | %           | numero     | secolari   | regolari   | battezzati per presbitero | diaconi | uomini    | donne     | parrocchie |
| ------------------------------ | ----------- | ----------- | ----------- | ---------- | ---------- | ---------- | ------------------------- | ------- | --------- | --------- | ---------- |
| diocesi di Conversano          |             |             |             |            |            |            |                           |         |           |           |            |
| 1950                           | 90.000      | 90.000      | 100,0       | 112        | 91         | 21         | 803                       |         | 40        | 175       | 18         |
| 1969                           | 105.000     | 105.797     | 99,2        | 120        | 76         | 44         | 875                       |         | 59        | 202       | 27         |
| 1980                           | 112.500     | 115.662     | 97,3        | 109        | 65         | 44         | 1.032                     |         | 54        | 176       | 29         |
| diocesi di Monopoli            |             |             |             |            |            |            |                           |         |           |           |            |
| 1950                           | 84.000      | 84.000      | 100,0       | 113        | 84         | 29         | 743                       |         | 35        | 117       | 17         |
| 1969                           | 95.000      | 97.655      | 97,3        | 75         | 57         | 18         | 1.266                     |         | 22        | 101       | 21         |
| 1980                           | 104.000     | 105.516     | 98,6        | 68         | 50         | 18         | 1.529                     |         | 20        | 81        | 27         |
| diocesi di Conversano-Monopoli |             |             |             |            |            |            |                           |         |           |           |            |
| 1990                           | 232.576     | 237.576     | 97,9        | 136        | 106        | 30         | 1.710                     |         | 89        | 220       | 56         |
| 1999                           | 242.000     | 243.360     | 99,4        | 151        | 102        | 49         | 1.602                     | 9       | 63        | 225       | 56         |
| 2000                           | 245.900     | 247.093     | 99,5        | 152        | 102        | 50         | 1.617                     | 9       | 61        | 224       | 56         |
| 2001                           | 245.000     | 247.224     | 99,1        | 152        | 104        | 48         | 1.611                     | 13      | 58        | 185       | 56         |
| 2002                           | 245.000     | 247.551     | 99,0        | 145        | 106        | 39         | 1.689                     | 13      | 51        | 179       | 57         |
| 2003                           | 245.500     | 248.032     | 99,0        | 142        | 103        | 39         | 1.728                     | 12      | 51        | 153       | 56         |
| 2004                           | 246.761     | 249.261     | 99,0        | 135        | 98         | 37         | 1.827                     | 12      | 49        | 163       | 56         |
| 2006                           | 243.423     | 246.623     | 98,7        | 143        | 98         | 45         | 1.702                     | 11      | 59        | 157       | 56         |
| 2013                           | 250.000     | 252.608     | 99,0        | 144        | 98         | 46         | 1.736                     | 13      | 59        | 132       | 56         |
| 2016                           | 249.650     | 252.707     | 98,8        | 143        | 94         | 49         | 1.745                     | 17      | 58        | 130       | 56         |
| 2019                           | 248.444     | 252.744     | 98,3        | 139        | 93         | 46         | 1.787                     | 15      | 54        | 132       | 56         |
| 2021                           | 246.620     | 249.770     | 98,7        | 137        | 90         | 47         | 1.800                     | 12      | 54        | 119       | 56         |
| 2023                           | 246.530     | 248.754     | 99,1        | 120        | 81         | 39         | 2.054                     | 17      | 46        | 121       | 56         |

### Per Conversano
- (LA)  Ferdinando Ughelli, Italia sacra, vol. VII, seconda edizione, Venezia, 1721, coll. 700-720
- Vincenzio d'Avino, Cenni storici sulle chiese arcivescovili, vescovili e prelatizie (nullius) del Regno delle Due Sicilie, Napoli, 1848, pp. 220–221
- Giuseppe Cappelletti, Le Chiese d'Italia dalla loro origine sino ai nostri giorni, Venezia, 1864, vol. XIX, pp. 40–45
- Francesco Lanzoni, Le diocesi d'Italia dalle origini al principio del secolo VII (an. 604), vol. I, Faenza, 1927, p. 303
- (LA)  Paul Fridolin Kehr, Italia Pontificia, vol. IX, Berolini, 1962, pp. 358–368
- (DE)  Norbert Kamp, Kirche und Monarchie im staufischen Königreich Sizilien, vol. 2, Prosopographische Grundlegung: Bistümer und Bischöfedes Königreichs 1194 - 1266; Apulien und Kalabrien, München, 1975, pp. 625–629
- Pierfrancesco Rescio, La Cattedrale di Conversano, Soveria Mannelli, 2001
- Giuseppe Gabrieli, Bibliografia di Puglia, parte II, pp. 285–286
- (LA)  Pius Bonifacius Gams, Series episcoporum Ecclesiae Catholicae, Graz, 1957, pp. 876–877
- (LA)  Konrad Eubel, Hierarchia Catholica Medii Aevi, vol. 1, p. 218; vol. 2, p. 135; vol. 3, p. 177; vol. 4, p. 163; vol. 5, p. 171; vol. 6, p. 181

### Per Monopoli
- (EN)  La diocesi di Monopoli su Catholic Hierarchy
- (EN)  La diocesi di Monopoli su Gcatholic
- (LA)  Ferdinando Ughelli, Italia sacra, vol. I, seconda edizione, Venezia, 1717, coll. 961-975
- Vincenzio d'Avino, Cenni storici sulle chiese arcivescovili, vescovili e prelatizie (nullius) del Regno delle Due Sicilie, Napoli, 1848, pp. 343–357
- Giuseppe Cappelletti, Le Chiese d'Italia dalla loro origine sino ai nostri giorni, Venezia, 1864, vol. XIX, pp. 384–389
- (LA)  Paul Fridolin Kehr, Italia Pontificia, vol. IX, Berolini, 1962, pp. 373–382
- (DE)  Norbert Kamp, Kirche und Monarchie im staufischen Königreich Sizilien, vol. 2, Prosopographische Grundlegung: Bistümer und Bischöfedes Königreichs 1194 - 1266; Apulien und Kalabrien, München, 1975, pp. 495–500
- Michele Fanizzi (a cura di), Istoria di Monopoli del primicerio Giuseppe Indelli, nuova edizione con note di Cosimo Tartarelli, Fasano, Schena editrice, 2000
- Giuseppe Gabrieli, Bibliografia di Puglia. parte II, pp. 310–311
- (LA)  Pius Bonifacius Gams, Series episcoporum Ecclesiae Catholicae, Graz, 1957, pp. 899–900
- (LA)  Konrad Eubel, Hierarchia Catholica Medii Aevi, vol. 1, pp. 346–347; vol. 2, p. 195; vol. 3, p. 248; vol. 4, p. 246; vol. 5, pp. 272–273; vol. 6, pp. 293–294
- (LA)  Bolla Qui Beatissimo Petro, AAS 72 (1980), pp. 1232–1233